# شوارع متوسطة (فلم)
شوارع متوسطة هو فيلم جريمة تم إنتاجه في الولايات المتحدة وصدر في سنة 1973. الفيلم من إخراج مارتن سكورسيزي من بطولة روبرت دي نيرو وهارفي كيتل.

## الميزانية والإيرادات
بلغت تكلفة إنتاج الفيلم حوالي 500000 دولار بينما حقق أرباحا تقدر بـ 3 ملايين دولار.

## وصلات خارجية
- شوارع متوسطة على موقع IMDb (الإنجليزية)
- شوارع متوسطة على موقع ميتاكريتيك (الإنجليزية)
- شوارع متوسطة على موقع الموسوعة البريطانية (الإنجليزية)
- شوارع متوسطة على موقع روتن توميتوز (الإنجليزية)
- شوارع متوسطة على موقع نتفليكس (الإنجليزية)
- شوارع متوسطة على موقع قاعدة بيانات الأفلام العربية
- شوارع متوسطة على موقع ألو سيني (الفرنسية)
- شوارع متوسطة على موقع Turner Classic Movies (الإنجليزية)
- شوارع متوسطة على موقع أول موفي (الإنجليزية)
- شوارع متوسطة على موقع بوكس أوفيس موجو (الإنجليزية)